# Самсе (муніципалітет)
Самсе (дан. Samsø) — муніципалітет у регіоні Центральна Ютландія королівства Данія. Площа — 113.5 квадратних кілометрів. Адміністративний центр муніципалітету — місто Транеб'єрг.

## Населення
У 2012 році населення муніципалітету становило 3889 осіб.